# 柳德米利皮利
50°52′47″N 24°26′51″E / 50.87972°N 24.44750°E
柳德米利皮利（烏克蘭語：Людмильпіль），是烏克蘭西北部的村莊，隸屬沃倫州的沃洛德米爾區。該村始建於1870年，面積0.34平方公里，海拔高度221米，2001年人口78，人口密度每平方公里231.45人。